# Boy (Album)
Boy ist das erste Studioalbum der irischen Rockband U2, das im Oktober 1980 erschien.

## Entstehung und Veröffentlichung
Die Erstveröffentlichung von Boy erfolgte am 20. Oktober 1980 bei Island Records. Das Album erschien in seiner Originalausführung als LP mit elf Titeln (Katalognummer: 10.202913.50). 1984 erschien das Album erstmals als CD-Ausführung (Katalognummer: CID 110 / 610 561), diese verfügte über die gleiche Titelliste, allerdings wurden An Cat Dubh und Into the Heart zu einem zusammengeführt. Am 18. Juli 2008 erschien eine Deluxeausführung, die um ein Zusatzalbum mit Liveaufnahmen und Remixen ergänzt wurden (Katalognummer: 1761670).
Dem Album selbst ging am 26. September 1979 eine EP mit dem Titel Three voraus, die unterschiedliche Versionen von Out of Control und Stories for Boys sowie ein weiteres Stück mit dem Titel Boy/Girl enthält.
Geschrieben wurde alle Lieder gemeinsam von den U2-Mitgliedern Adam Clayton (Bono), David Evans (The Edge), Paul Hewson und Larry Mullen. Für die Produktion aller Lieder zeichnete alleine Steve Lillywhite verantwortlich.

## Titelliste

### Original
1. I Will Follow
2. Twilight
3. An Cat Dubh
4. Into the Heart
5. Out of Control
6. Stories for Boys
7. The Ocean
8. A Day Without Me
9. Another Time, Another Place
10. The Electric Co.
11. Shadows and Tall Trees

### Deluxeversion
1. I Will Follow (erster fertiger Mix)
2. 11 O’Clock Tick Tock (A-Seite der ersten Single bei Island Records, bislang nur als Single)
3. Touch (B-Seite von 11 O’Clock…)
4. Speed of Life (Boy-Session-Outtake, bislang unveröffentlicht)
5. Saturday Night (Boy-Session-Outtake, später zu Fire umgearbeitet, bislang unveröffentlicht)
6. Things to Make and Do (B-Seite von A Day Without Me)
7. Out of Control (Three-version)
8. Boy-Girl (B-Seite Three)
9. Stories for Boys (Three-version)
10. Another Day (A-Seite, bislang nur als Single)
11. Twilight (B-Seite von Another Day, laut The Edge eine Demoversion)
12. Boy-Girl (B-Seite von I Will Follow, Live im Marquee, London 1980)
13. 11 O’Clock Tick Tock (Live im Marquee, London 1980, bislang unveröffentlicht)
14. Cartoon World (Live National Boxing Stadium, Dublin 26. Februar 1980, bislang unveröffentlicht)

## Singleauskopplungen
| Jahr | Titel                | Höchstplatzierung, Gesamtwochen, AuszeichnungChartsChartplatzierungen (Jahr, Titel, , Platzierungen, Wochen, Auszeichnungen, Anmerkungen) | Anmerkungen                            |
| Jahr | Titel                | IE | Anmerkungen                            |
| ---- | -------------------- | --- | -------------------------------------- |
| 1980 | Another Day          | — | Erstveröffentlichung: 26. Februar 1980 |
| 1980 | 11 O’Clock Tick Tock | IE69 c (3 Wo.)IE | Erstveröffentlichung: 23. Mai 1980     |
| 1980 | A Day Without Me     | — | Erstveröffentlichung: August 1980      |
| 1980 | I Will Follow        | — | Erstveröffentlichung: Oktober 1980     |

## Kommerzieller Erfolg

### Chartplatzierungen
Boy platzierte sich in Deutschland erstmals 2008, nach einer Wiederveröffentlichung, in den Albumcharts.
| ChartsChartplatzierungen       | Höchstplatzierung | Wochen |
| ------------------------------ | ----------------- | ------ |
| Deutschland (GfK)              | 89 (1 Wo.)        | 1      |
| Irland (IRMA)                  | 13 (8 Wo.)        | 8      |
| Vereinigte Staaten (Billboard) | 63 (48 Wo.)       | 48     |
| Vereinigtes Königreich (OCC)   | 52 (32 Wo.)       | 32     |

### Auszeichnungen für Musikverkäufe
Boy verkaufte sich laut Quellen weltweit mehr als 5,5 Millionen Mal, davon sind 1,3 Millionen Einheiten mit Schallplattenauszeichnungen belegt.
| Land/Region                  | Auszeichnungen für Musikverkäufe (Land/Region, Auszeichnung, Verkäufe) | Verkäufe  |
| ---------------------------- | ---------------------------------------------------------------------- | --------- |
| Australien (ARIA)            | Gold                                                                   | 35.000    |
| Frankreich (SNEP)            | Gold                                                                   | 100.000   |
| Kanada (MC)                  | Platin                                                                 | 100.000   |
| Neuseeland (RMNZ)            | Platin                                                                 | 20.000    |
| Vereinigte Staaten (RIAA)    | Platin                                                                 | 1.000.000 |
| Vereinigtes Königreich (BPI) | Gold                                                                   | 100.000   |
| Insgesamt                    | 3× Gold · 3× Platin ·                                                  | 1.355.000 |

Hauptartikel: U2 (Band)/Auszeichnungen für Musikverkäufe